# Margarita Fullana
Margarita "Marga" Fullana Riera (ur. 9 kwietnia 1972 w San Lorenzo) – hiszpańska kolarka górska, brązowa medalistka olimpijska, sześciokrotna medalistka mistrzostw świata oraz siedmiokrotna medalistka mistrzostw Europy w kolarstwie górskim.

## Kariera
W swoim olimpijskim debiucie, na igrzyskach w Sydney w 2000 roku wywalczyła brązowy medal w cross country, ulegając jedynie zwyciężczyni – Włoszce Paoli Pezzo oraz drugiej na mecie Barbarze Blatter ze Szwajcarii. Fullana startowała także na igrzyskach olimpijskich w Atenach w 2004 roku oraz na igrzyskach w Pekinie w 2008 roku jednak w obu przypadkach nie zdołała ukończyć zawodów.
Pierwszy międzynarodowy sukces osiągnęła w 1997 roku, kiedy na mistrzostwach świata w Château d'Oex wywalczyła brązowy medal, wyprzedziły ją jedynie dwie Włoszki: Paola Pezzo i Nadia de Negri. Hiszpanka powtórzyła to osiągnięcie rok później, podczas mistrzostw Europy w Aywaille. Największe sukcesy osiągnęła jednak w latach 1999 i 2000 kiedy to zdobywała złote medale na mistrzostwach świata w Åre i mistrzostwach w Sierra Nevada zarówno w cross country jak i w sztafecie. W 1999 roku zdobyła także indywidualnie brązowy medal na mistrzostwach świata Porto de Mós. Na kolejne sukcesy Fullana musiała poczekać trzy lata, do mistrzostw Europy w Grazu w 2003 roku, na których zdobyła brązowe medale w cross country i w sztafecie. W trzech kolejnych latach zdobywała medale mistrzostw Europy: indywidualnie złoto w 2006 roku i brąz w 2005 roku oraz brąz w sztafecie rok wcześniej. Ostatnie międzynarodowe trofeum wywalczyła w 2008 roku na mistrzostwach świata w Val di Sole, gdzie okazała się najlepsza w cross country.
Co więcej Margarita Fullana zajęła drugie miejsce w klasyfikacji cross country Pucharu Świata w kolarstwie górskim w sezonie 2002, a w sezonach 2001 i 2008 zajmowała trzecie miejsce.
Jest ponadto mistrzynią Hiszpanii w kolarstwie górskim z 2005 roku, mistrzynią kraju w kolarstwie szosowym z 1999 roku oraz wicemistrzynią Hiszpanii w kolarstwie przełajowym z 2009 roku.